# Saunders-Roe A.33
Le Saunders-Roe A.33 était un prototype d'hydravion britannique de l'Entre-deux-guerres, conçu par Saunders-Roe pour répondre à la Specification R.2/33 émise par le Ministère de l'Air britannique (Air Ministry). Il était en compétition avec le Short Sunderland.

## Conception et développement
L'A.33 était un hydravion à coque quadrimoteur à aile parasol mono-longeron. L'aile était soutenue par deux supports inclinés en « N », qui reliaient l'aile à des pontons montés sur les flancs de la coque. Ces pontons avaient été préférés à des flotteurs d'ailes et servaient également de réservoirs de carburant.
Un Cloud fut modifié avec une aile de type Monospar (mono-longeron) et des pontons pour tester les solutions techniques imaginées par les concepteurs. L'A.33 portant le serial « K4773 » prit l'air pour la première fois le 14 octobre 1938. Toutefois, ce prototype fut rapidement privé de toute activité aérienne, après la découverte d'une défaillance structurelle pendant les essais de roulage à grande vitesse effectués le 25 octobre de la même année, et son développement fut abandonné.
Un contrat de production de onze exemplaires fut par conséquent annulé.